# Dětenice
Dětenice är en ort i Tjeckien.   Den ligger i distriktet Okres Jičín och regionen Hradec Králové, i den centrala delen av landet, 60 km nordost om huvudstaden Prag. Dětenice ligger 224 meter över havet och antalet invånare är 736.
Terrängen runt Dětenice är platt. Runt Dětenice är det ganska tätbefolkat, med 56 invånare per kvadratkilometer. Närmaste större samhälle är Mladá Boleslav, 19,5 km väster om Dětenice. Trakten runt Dětenice består till största delen av jordbruksmark.